# Cryptoblepharus ochrus
Cryptoblepharus ochrus (блідий змієокий сцинк) — вид сцинкоподібних ящірок родини сцинкових (Scincidae). Ендемік Австралії.

## Поширення і екологія
Бліді змієокі сцинки мешкають на півночі і північному сході Південної Австралії, а також в сусідніх районах Північної Території, Квінсленду і Нового Південного Уельсу. Вони живуть в сухих тропічних лісах. Ведуть деревний спосіб життя.